# (100522) 1997 CA
1997 سي أي (ويعرف أيضًا باسم (100522) 1997 سي أي وفق تسمية الكوكب الصغير) (بالإنجليزية: 1997 CA) هو كويكب ضمن حزام الكويكبات؛ وترتيبه 100522 من حيث الاكتشاف.
اكتُشف هذا الجُرم الفلكي بواسطة لينكا كوتكوفا في 1 فبراير 1997.

## وصلات خارجية
- (100522) 1997 CA في قاعدة بيانات مختبر الدفع النفاث لأجرام النظام الشمسي الصغيرة

- الاكتشاف · مخطط المدار ·  العناصر المدارية · المعلمات المادية

- (100522) 1997 CA على موقع ويكي سكاي: DSS2, SDSS, GALEX, IRAS, Hydrogen α, X-Ray, Astrophoto, Sky Map, Articles and images